# Childeberto l'Adottato
Childeberto l'Adottato, detto impropriamente Childeberto III (... – 662), è stato un re franco per un breve periodo (o per circa sei anni), usurpatore di Austrasia.

## Origine
Era l'unico figlio maschio di Grimoaldo (figlio di Pipino di Landen, Maggiordomo di palazzo del regno di Austrasia, e di sua moglie Itta (o Idulberga)), Maggiordomo di palazzo d'Austrasia. La sua unica sorella Vulfetrude, le sue zie, Begga e Gertrude e sua nonna Itta, sono venerate come sante dalla Chiesa cattolica.

## Biografia
Suo padre, Grimoaldo, nel 643, dal re d'Austrasia, Sigeberto III, riuscì a farsi nominare Maggiordomo di palazzo, carica che prima di lui aveva ricoperto il nonno, Pipino, riuscendo ad avere nelle sue mani tutto il potere sostituendosi nel governo allo stesso re Sigeberto ed essendo Sigeberto ancora privo di eredi, riuscì addirittura a fargli adottare il piccolo Childeberto e a farlo nominare suo erede al trono.

Poco dopo (attorno al 652) il re ebbe un figlio dalla moglie Inechilde, Dagoberto II, che quando, suo padre, Sigeberto morì (656) da Grimoaldo fu fatto tonsurare e fu inviato in un monastero scozzese, e nello stesso tempo, Grimoaldo proclamò re suo figlio, Childeberto, detto l'Adottato. Sembra che Childeberto fu adottato da Sigisberto stesso. Questo tentativo di sostituzione dinastica non è interpretabile come un vero e proprio colpo di stato, essendo l'evento valido dal punto di vista giuridico: non solo era stato adottato da Sigisberto III, ma l'atto aveva avuto la sanzione da Roma (sanzione che ritornerà con l'ascesa di Pipino il Breve nel 751).
Il loro regno fu breve: la nobiltà d'Austrasia si ribellò a Grimoaldo lo combatté e lo catturò, quindi Grimoaldo fu consegnato al sovrano di Neustria, Clodoveo II, che, lo mise in carcere a Parigi e, per aver perseguitato il suo sovrano, fu condannato a morte e fatto morire sotto tortura.
Giustiziato l'usurpatore, Clodoveo II si annetté il regno d'Austrasia, che tornò autonomo nel 676, quando venne reinsediato Dagoberto II.
Childeberto, avrebbe continuato a regnare, anche dopo la cattura del padre; secondo alcune fonti sarebbe stato Ercinoaldo, maggiordomo di Austrasia sotto Clodoveo II a farlo uccidere nel 657; per altre, l'usurpatore venne deposto e fatto giustiziare da Ebroino, maggiordomo di Clotario III, nel 662.
La dinastia dei Pipinidi riuscì a recuperare il potere e la carica di Maggiordomo solo nel 680, grazie a Pipino di Herstal, capostipite dei carolingi.

### Fonti primarie
- (LA)  Fredegario, FREDEGARII SCHOLASTICI CHRONICUM CUM SUIS CONTINUATORIBUS, SIVE APPENDIX AD SANCTI GREGORII EPISCOPI TURONENSIS HISTORIAM FRANCORUM.
- (LA)  Annales Xantenses.
- (LA)  Annales Marbacenses.

### Letteratura storiografica
- Christian Pfister, La Gallia sotto i Franchi merovingi. Vicende storiche, in Storia del mondo medievale - Vol. I, Cambridge, Cambridge University Press, 1978,  pp. 688-711.